# Syzygium dupontii
Syzygium dupontii är en myrtenväxtart som först beskrevs av John Gilbert Baker, och fick sitt nu gällande namn av Rafaël Herman Anna Govaerts. Syzygium dupontii ingår i släktet Syzygium och familjen myrtenväxter.
Artens utbredningsområde är Mauritius. Inga underarter finns listade i Catalogue of Life.